# 東光路
東光路為臺灣臺中市的主要道路之一，大致呈南北向，不分段。全線配置雙向六車道，中央並設置綠化分隔島。目前北至北屯路240巷-東光路892巷，向南過自由路四段改為東光園路／東光園道至大智路。2024年6月，東光路沿台鐵台中線高架向北至松竹路工程動工，預計2025年底完工。

## 行經行政區域
（由北至南）
- 北屯區
- 北區
- 東區

## 沿線設施
（由北至南）
松竹路（北屯區，至東光路892巷路段尚在施工）
- 臺中市單元十二長春自辦市地重劃區
- 松竹車站（與台中捷運綠線松竹站有轉乘通道）
- 臺中市北屯區東光國民小學

東光路
東光路892巷（目前至通車至此，以上尚在施工）
太原路三段
- 太原車站

天祥街（北區）
- 台鐵面面俱道-高架鐵路未來生活願景館（已拆除）
- 原臺中市肉品市場場址
  - 豬事圓滿公園
  - 社會住宅圓滿好宅（興建中）

興進路／興進園道
東光路226巷（東區）
- 精武車站

精武路
- 十甲旺市場

十甲路
自由路四段
東光園路／東光園道
- 祖聖公園

旱溪街（旱溪老街／樂成宮）
樂業路
振興路
- 台中糖廠區段徵收區（原台糖台中糖廠）
  - 台中建國市場
  - LaLaport台中
  - 帝國製糖廠臺中營業所（歷史建築）

東門路
- 仁和公園
- 落英廣場

大智路／大智公園